# Tinus ursus
Tinus ursus là một loài nhện trong họ Pisauridae.
Loài này thuộc chi Tinus. Tinus ursus được miêu tả năm 1976 bởi Carico.